# Принцип суперпозиції
Принцип суперпозиції — припущення, згідно з яким результуючий ефект декількох незалежних впливів є сумою ефектів, викликаних кожним впливом окремо. Справедливий для систем або полів, які описуються лінійними рівняннями. Важливий у багатьох розділах класичної фізики: в механіці, теорії коливань і хвиль, теорії фізичних полів.
Функція {\displaystyle F(x)}, яка задовольняє принципу суперпозиції називається лінійною функцією. Суперпозицію можна визначити за допомогою двох простих її властивостей: адитивності й однорідності:
Адитивність: {\displaystyle F(x_{1}+x_{2})=F(x_{1})+F(x_{2})\,}
Однорідність: {\displaystyle F(ax)=aF(x)\,}
для скаляра a.

## Формулювання в різних галузях
Конкретизація формулювання можлива стосовно певної сфери. Наприклад, у механіці в найпростішому формулюванні принцип суперпозиції каже:
- результатом дії на частинку декількох зовнішніх сил є векторна сума дії цих сил;
- будь-яку складну дію можна розділити на дві і більше простих.

Найвідоміший принцип суперпозиції в електростатиці: напруженість електростатичного поля, створюваного в певній точці системою зарядів, є векторною сумою напруженостей полів окремих зарядів.
Принцип суперпозиції можна формулювати й інакше, зокрема:
- енергія взаємодії всіх частинок у багаточастинковій системі є сумою енергій парних взаємодій між усіма можливими парами частинок — у системі немає багаточастинкових взаємодій;
- рівняння, що описують поведінку багаточастинкової системи, є лінійними за кількістю частинок.

Саме лінійність фундаментальної теорії в розглянутій галузі фізики є причиною виникнення в ній принципу суперпозиції.

## Принцип суперпозиції в електродинаміці
Принцип суперпозиції є наслідком, що прямо випливає з цієї теорії, а зовсім не постулатом, що вноситься в теорію апріорі. Так, наприклад, в електростатиці принцип суперпозиції є наслідком того факту, що рівняння Максвелла у вакуумі лінійні. Саме з цього випливає, що потенціальну енергію електростатичної взаємодії системи зарядів можна легко розрахувати, обчисливши потенціальну енергію кожної пари зарядів.
Іншим наслідком лінійності рівнянь Максвелла є той факт, що промені світла чи не розсіюються і взагалі ніяк не взаємодіють один з одним. Цей закон можна умовно назвати принципом суперпозиції в оптиці.
Таким чином, електродинамічний принцип суперпозиції — це не непорушний закон природи, а лише наслідок лінійності рівнянь Максвелла, тобто рівнянь класичної електродинаміки. Тому, коли ми виходимо за межі застосовності класичної електродинаміки, цілком варто очікувати порушення принципу суперпозиції.

### Приклади порушення електродинамічного принципу суперпозиції
Якщо розглядається електродинаміка не у вакуумі, а в будь-якому середовищі, то принцип суперпозиції може порушуватися. Так, наприклад, якщо поляризовність або намагніченість середовища нелінійно залежать від прикладеного поля, це призводить до нелінійних поправок у рівняннях Максвелла. Прямим наслідком цього є порушення принципу суперпозиції в такому нелінійному середовищі.
У деяких випадках ці нелінійності невеликі, і принцип суперпозиції з певним наближенням може виконуватися. В інших випадках порушення принципу суперпозиції значне і може приводити до принципово нових явищ. Так, наприклад, два промені світла, що поширюються в нелінійному середовищі, можуть змінювати траєкторію один одного. Більш того, навіть один промінь світла в нелінійному середовищі може впливати сам на себе і змінювати свої характеристики. Численні ефекти такого типу вивчає нелінійна оптика.
Принцип суперпозиції порушується також у вакуумі при обліку квантових явищ. У квантовій електродинаміці фотон може на деякий час перетворитися на електрон-позитронну пару, яка вже може взаємодіяти з іншими фотонами. Ефективно це призводить до того, що фотони можуть взаємодіяти один з одним. Такого типу процеси (розсіювання світла на світлі та інші процеси нелінійної електродинаміки) спостерігалися експериментально.

## Відсутність принципу суперпозиції в нелінійних теоріях
Той факт, що рівняння класичної електродинаміки лінійні, є найпевніше винятком, ніж правилом. Багато фундаментальних теорій сучасної фізики є нелінійними. Наприклад, квантова хромодинаміка — фундаментальна теорія сильних взаємодій — є різновидом теорії Янга — Міллса, яка нелінійна за побудовою. Це призводить до значного порушення принципу суперпозиції навіть у класичних (неквантованих) розв'язках рівнянь Янга — Міллса.
Іншим відомим прикладом нелінійної теорії є загальна теорія відносності. У ній також не виконується принцип суперпозиції. Наприклад, гравітаційне поле Сонця впливає не тільки на Землю і Місяць, але також і на гравітаційну взаємодію між Землею і Місяцем. Поза впливом гравітаційного поля Сонця гравітаційна взаємодія між Землею і Місяцем відрізнялася б від спостережуваної. Втім, у слабких гравітаційних полях ефекти нелінійності слабкі, і для повсякденних задач наближений принцип суперпозиції виконується з високою точністю.
Нарешті, принцип суперпозиції не виконується, коли мова йде про взаємодію атомів і молекул. Це можна пояснити так. Розглянемо два атоми, пов'язані спільною електронною хмарою. Піднесемо тепер точно такий самий третій атом. Він ніби відтягне на себе частину електронної хмари, що зв'язує атоми, і, як наслідок, енергія зв'язку між початковими атомами зміниться.
Порушення принципу суперпозиції у взаємодіях атомів значною мірою призводить до того дивовижного різноманіття фізичних і хімічних властивостей речовин і матеріалів, яке так важко передбачити із загальних принципів молекулярної динаміки.

## Принцип суперпозиції в електротехніці
Електричний струм у кожній гілці лінійного електричного кола дорівнює алгебричній сумі струмів, викликаних кожним із джерел ЕРС кола окремо.

## Принцип суперпозиції в теорії автоматичного управління
В автоматиці принцип суперпозиції необхідний для розв'язування задач аналізу лінійних динамічних систем. Ґрунтуючись на принципі суперпозиції і знанні перехідних або імпульсних характеристик, можна отримати реакцію лінійної динамічної системи на довільний вплив.
Будь-який фізично реалізований вплив можна замінити сумою ступінчастих впливів. Тоді реакцію системи можна подати як суму реакцій на окремі ступінчасті впливи.
Результатом математичних перетворень є математична модель динаміки лінійної системи у вигляді інтеграла згортки двох функцій. Математична модель у вигляді інтегралів згортки дозволяє за відомою перехідною або імпульсною характеристикою розрахувати реакцію динамічної системи на заданий вхідний вплив. Це й буде необхідним перехідним процесом.
Якщо задано лише перехідні характеристики окремих ланок, то ефективніше і відносно простіше розв'язки задач синтезу та аналізу лінійних систем можна отримати за допомогою інтегральних перетворень Лапласа і Фур'є.